# Рхарсалла, Моха
Кадфи Мохаммед Рхарсалла (англ. Khadfi Mohhamed Rharsalla; род. 15 сентября 1993, Уджда), более известный как Мо́ха (англ. Moha) — марокканский и испанский футболист, полузащитник клуба «Аль-Хазм».

## Биография
В Испании Моха играл в клубе четвёртого дивизиона «Депортиво» (Уэтор-Тахар, Гренада).
Весной 2014 года футболист перешёл в клуб украинской первой лиги донецкий «Олимпик», став первым испанцем в истории второго дивизиона чемпионата Украины. Через полгода с этим клубом Моха стал победителем первой лиги сезона 2013/14 и 15 августа 2014 года в игре с донецким «Шахтёром» дебютировал в Премьер-лиге. Футболист вышел на поле на 40-й минуте, заменив другого легионера «Олимпика» Шерифа Ису.
В ноябре 2014 года получил приглашение в молодёжную сборную Марокко.
Летом 2016 года был отдан в аренду в испанский «Химнастик» из Таррагоны. В январе 2017 года Моха вернулся в стан «Олимпика». 25 января 2018 стал игроком «Слована» из Братиславы. Контракт рассчитан на 4,5 года.

## Стиль игры
В сентябре 2014 года главный тренер «Олимпика» Роман Санжар так охарактеризовал футболиста: «Моха — это молодой, креативный, индивидуально сильный в атакующих действиях футболист, но на сегодняшний момент — недостаточно дисциплинированный и организованный в оборонительных действиях, с пробелами в игре на защиту. Но индивидуально он, возможно, один из самых сильных игроков команды с большим потенциалом».